# Mittelfrequenztransformator
Mittelfrequenztransformatoren sind Transformatoren die im Bereich der elektrischen Energietechnik und Antriebstechnik für Frequenzen im Bereich von einigen 100 Hz bis zu einigen 1 kHz (Mittelfrequenz) ausgelegt sind. Diese Transformatoren unterscheiden sich von normalen Netztransformatoren, die mit der in Europa üblichen Netzfrequenz von 50 Hz betrieben werden, durch einen kleineren Eisenkern, weil mit zunehmender Frequenz des elektrischen Stroms der Eisenquerschnitt bei gleichbleibender Leistungsübertragung kleiner bemessen werden kann.
Die Verwendung von Mittelfrequenz erlaubt bei spezieller angepassten Transformatoren geringere Gerätegewichte. Durch die zunehmende Verbreitung von verschiedenen Formen von Schaltnetzteilen haben Mittelfrequenztransformatoren an Bedeutung verloren.

## Anwendungsbeispiele
Beispiele für die Anwendung von Mittelfrequenzen und speziellen Transformatoren sind:
- in Flugzeugen konnten die in den früher üblichen Röhrengeräten für das Radar, Bordfunk usw. erforderlichen verschiedenen Spannungen bei einer Bordnetzfrequenz von 400 Hz mit Mittelfrequenztransformatoren gewichtssparend erzeugt werden. Auch Kreiselgeräte und kleine Antriebe profitierten von 400 Hz.
- Elektrische Eisenbahn-Triebzüge (hochspannungsseitiger Wechselrichter + MF-Trafo).[1][2]
- in Schweißstromquellen für Punktschweiß-Zangen werden oft Mittelfrequenz-Transformatoren eingebaut, um dicke Strom-Zuführungen (erforderlich sind einige tausend Ampere) zu vermeiden und die Zangen (z. B. an Roboterarmen in der Automobilfertigung) dennoch leicht und beweglich zu halten.

Bei Frequenzen bis zu einigen kHz können Transformatoren noch mit lamellierten Elektroblech-Kernen gefertigt werden, doch muss die Blechdicke zur Vermeidung höherer Wirbelstromverluste geringer sein (0,05…0,1 mm), während die Blechdicke bei Transformatoren für Netzfrequenz z. B. 0,35…0,5 mm beträgt.
Übertrager für Tonfrequenzen und Ausgangsübertrager von Röhrenverstärkern werden nicht als Mittelfrequenztransformatoren bezeichnet, obwohl hier die gleichen physikalischen Gesetze gelten.